# Gatumba
Gatumba är ett periodiskt vattendrag i Burundi. Det ligger i den centrala delen av landet, 70 kilometer sydost om huvudstaden Bujumbura.
Omgivningarna runt Gatumba är en mosaik av jordbruksmark och naturlig växtlighet. Runt Gatumba är det ganska tätbefolkat, med 192 invånare per kvadratkilometer.